# Forsby, Kimstads socken
Forsby säteri är en herrgård i Norrköpings kommun (Kimstads socken) i Östergötlands län.

## Historia
Forsby säteri vid Motala ström i Kimstads socken, Memmings härad. Gården var ett gammalt klosterhemman. Den inlöstes 1641 tillsammans med gårdarna Kårby, Visätter, Ek och Sverkiltstorp i Åsbo socken, samt Västantorp i Vists socken av assessorn Peder Törnsköld på Rundstorps säteri, till en summa av omkring 1419 riksdaler. År 1683 var gården säteri allodial frälse, samt ägdes 1687 av tygmästaren Arvid von Runneberg (1645–1697). Enligt andra uppgifter av Törnskölds måg Simon Rosenberg, gift med Margareta Törnsköld. Därefter tillhörde gården på 1690-talet Rosenbergs måg, översten Jakob Stegman.
Därefter ägdes den av överstelöjtnanten Johan Axel Hägerflycht (död 1740), samt på 1750-talet av han måg, majoren Lars Bertil Roxendorff (död 1769). Därefter tillhörde egendom i början av 1800-talet förre ägarens måg, löjtnanten Adolf Fredrik Fock (död 1828). Genom köp, övergick Forsby sedermera först till majoren K. J. Görges och 1830 till sjökaptenen Is. Forsskål, vars arvingar efter hans död sålde egendomen år till vinhandlanden G. A. Weslien i Norrköping.

## Byggnader
Gården består av huvudbyggnaden och fyra flyglar, omgivna av en trädgård och en större gårdsplan. Huvudbyggnaden består av en våning och innehåller 14 rum som uppfördes av sjökapten Forsskål.